# Mechtildis van Holstein
Mechtildis van Holstein ook bekend als Mathilde van Holstein (circa 1220/1225 - Kiel, 1288) was koningin-gemaal van Denemarken door haar huwelijk met koning Abel van Denemarken. Later hertrouwde ze met regent Birger Jarl van Zweden. Ze behoorde tot het huis Schaumburg.

## Levensloop
Mechtildis was de dochter van graaf Adolf IV van Holstein en diens gemalin Heilwig van Lippe. Op 25 april 1237 huwde ze in Sleeswijk met Abel van Denemarken. Het huwelijk was gearrangeerd om een verbinding te kunnen vormen tussen het graafschap Holstein. In 1239 werd Abel de voogd van haar minderjarige broers.
Toen Abel in 1250 koning van Denemarken werd, werd ze op 1 november 1250 met hem gekroond in Roskilde. Toen Abel in 1252 stierf, werd hij door zijn broer opgevolgd en niet door zijn zoon Waldemar, die op dat moment gevangenzat in Keulen. Mechtildis werd daarop gedwongen om Denemarken te verlaten en in het klooster te treden.
Ze probeerde daarop om haar zoon Waldemar te bevrijden uit zijn gevangenschap door de aartsbisschop van Keulen en ook vocht ze voor de erfenis van haar kinderen in het Hertogdom Sleeswijk. In 1253 bemachtigde ze het hertogdom Sónderjylland voor haar zoon Waldemar.
In 1257 stierf haar zoon Waldemar, waarna het hertogdom Sleeswijk naar haar volgende zoon Erik I ging. In 1260 verpandde ze echter de gebieden Eider en Schlei in het zuiden van Denemarken aan haar broers. 
Ze sloot een pact met Jacob Erlandsen, de aartsbisschop van Lund, waarmee ze de toestemming kreeg om het klooster te verlaten om in 1261 te kunnen huwen met de Zweedse regent Birger Jarl. Na diens dood in 1266, verhuisde ze naar Kiel.
Kort voor haar dood in 1288 schonk ze de gebieden Eider en Schlei definitief aan haar broers. Ze was onpopulair in Denemarken, waar ze de bijnaam "dochter van de duivel" kreeg en werd ervan beschuldigd dat ze brieven van de paus en de Heilige Roomse keizer aan koning Waldemar II van Denemarken had vernietigd.

## Nakomelingen
Mechtildis en Abel kregen vier kinderen:
- Waldemar III (1238–1257), hertog van Sleeswijk
- Sophia (1240-?)
- Erik I (1241-1272), hertog van Sleeswijk
- Abel (1252–1279)

Uit haar tweede huwelijk met Birger Jarl werden twee kinderen geboren:
- Bengt Birgersson (1254-1291), hertog van Finland en bisschop van Linköping,
- Christina Birgersdotter.